# Mariscal José Félix Estigarribia
Mariscal José Félix Estigarribia, chiamato comunemente Mariscal Estigarribia, è un centro abitato del Paraguay, situato nel Dipartimento di Boquerón, a 530 km dalla capitale del paese, Asunción; la località forma uno dei 3 distretti del dipartimento. 

## Popolazione
Al censimento del 2002 Mariscal José Félix Estigarribia contava una popolazione urbana di 16.418 abitanti (41.106 nell'intero distretto). La maggior parte della popolazione è costituita da indigeni, raccolti in 56 diverse comunità.

## Economia
La principale attività economica del distretto è l'allevamento.

## Infrastrutture e trasporti
Mariscal José Félix Estigarribia è attraversata dalla strada nazionale 9 che unisce Asunción alla regione del Chaco Boreal e alla frontiera con la Bolivia.